# Lachemilla moritziana
Lachemilla moritziana är en rosväxtart som beskrevs av Carl Lebrecht Udo Dammer. Lachemilla moritziana ingår i släktet Lachemilla och familjen rosväxter. Inga underarter finns listade i Catalogue of Life.